# Греков, Алексей Кириллович
Алексей Кириллович Греков (06.02.1873 — 06.10.1918) — военный деятель Российской империи, полковник (с 21.11.1909), генерал-майор (с 22.11.1914), генерал от кавалерии (1918, посмертно). Участник Первой мировой войны. Участник Белого движения. Казак станицы Елизаветовской Области Войска Донского.

## Образование
- Донской кадетский корпус императора Александра III (1890)
- Николаевское кавалерийское училище (1892)
- Выпущен в комплект Донских казачьих полков.

## Производство и служба
- Хорунжий (ст. 05.08.1891).
- Сотник (ст. 05.08.1895).
- Младший офицер Николаевского кавалерийского училища (12.08.1898-06.01.1908).
- Подъесаул (ст. 15.04.1899).
- Есаул (ст. 15.04.1903).
- Есаул гвардии (ст. 01.05.1906).
- Войсковой Старшина (ст. 06.01.1908).
- Командир сотни Николаевского кавалерийского училища (06.01.1908-31.12.1913).
- Полковник (ст. 21.11.1909 за отличие).
- Командир  (с 31.12.1913).
- Генерал-майор (ст. 22.11.1914).
- Командир 1-й бригады 4-й Донской казачьей дивизии (с 21.05.1915). С июня 1915 командующий 4-й Донской казачьей дивизии. За отличия командиром 1-го Донского казачьего полка награждён Георгиевским оружием (ВП 10.06.1915).
- Командующий 1-й кавалерийской дивизией (с 21.08.1915).
- Командир 1-го Донского казачьего полка (с 31.12.1913).
- Командир 1-й бригады 4-й Донской казачьей дивизии (с 21.05.1915).
- Командующий 1-й кавалерийской дивизией (21.08.1915 — октябрь 1917).

Участник Белого движения:
- В Донской армии. С 12.06.1918 г. — градоначальник Ростова и одновременно временно исполняющий должность командующего войсками Ростовского района (округа).
- Командующий войсками Ростовского района (25.07. — 23.08.1918).

Умер от брюшного тифа в Новочеркасске. Посмертно произведен в генералы от кавалерии. Имел 2 сыновей.

## Награды
- Св. Станислава 2-й ст. (1906)
- Св. Анны 2-й ст. (1912)
- Св. Владимира 3-й ст. с мечами (22.09.1914)
- Георгиевское оружие (10.06.1915)
- Св. Станислава 1-й ст. с мечами (17.08.1915)
- Св. Анны 1-й ст. с мечами (18.01.1916).